# Ricardo Gorosito
Oscar Ricardo Gorosito Zuluaga (Treinta y Tres, Uruguay, 28 de setiembre de 1950) es un abogado, jurista y político uruguayo, quien se desempeñó como subsecretario (viceministro) del Ministerio de Transporte y Obras Públicas entre 1991 y 1993 y del Ministerio de Vivienda, Ordenamiento Territorial y Medio Ambiente en 2000-2001. 

## Primeros años
Nació en Treinta y Tres el 28 de setiembre de 1950.
Cursó estudios en la Facultad de Derecho de la Universidad de la República, hasta obtener el título de abogado, prestando juramento como tal en diciembre de 1979.

## Ministerio de Transporte y Obras Públicas

### Director Nacional de Transporte
En setiembre de 1990, el presidente Luis Alberto Lacalle y su ministro de Transporte y Obras Públicas Wilson Elso Goñi designaron a Gorosito como Director Nacional de Transporte, dirección dependiente de dicha secretaría de Estado.

### Subsecretario
Seis meses después, en marzo de 1991, Lacalle y Elso lo nombraron como nuevo subsecretario (viceministro) de la misma cartera,sucediendo a Conrado Serrentino.
Desempeñó el cargo durante dos años. 
En marzo de 1993, al ser reemplazado Elso por Juan Carlos Raffo como ministro en el MTOP, la subsecretaría fue ocupada por José María Barbé Delacroix en sustitución de Gorosito.

## Ministerio de Vivienda, Ordenamiento Territorial y Medio Ambiente

### Director Nacional de Ordenamiento Territorial
En marzo de 1995, al iniciarse la segunda presidencia de Julio María Sanguinetti, éste y su nuevo ministro de Vivienda, Ordenamiento Territorial y Medio Ambiente Juan Chiruchi designaron a Gorosito como Director Nacional de Ordenamiento Territorial,dirección dependiente de dicha cartera. 
Ocupó la misma durante casi dos años hasta su renuncia en enero de 1997.

### Subsecretario
En marzo de 2000, al asumir como nuevo presidente Jorge Batlle, junto a su primer ministro del entonces MVOTMA, Carlos Cat, designaron a Gorosito como subsecretario de dicho ministerio.
Desempeñó dicha función durante casi un año y medio, hasta su renuncia en agosto de 2001,siendo sucedido por Luis Leglise.

## Actividad partidaria. Senador suplente
Adherente al Partido Nacional, fue integrante del Movimiento Nacional de Rocha, cuya dirección integró en la década del 90.
En las elecciones de 1994 figuró como primer suplente del candidato único del Partido Nacional a Intendente de Montevideo, Carlos Cat,quien fue derrotado por el candidato del Frente Amplio, Mariano Arana.
Posteriormente Gorosito se incorporó a la lista 400, dirigida por Julia Pou. 
En las elecciones de 1999 figuró como segundo suplente de Pou, cuarta candidata a la Cámara de Senadores en la plancha del sublema Herrerismo.La lista obtuvo cinco escaños, siendo Pou electa senadora para la XLV Legislatura (2000-2005) y Gorosito cubrió diversas suplencias de la misma entre 2002 y 2003.
Formó parte también de la directiva del Instituto Manuel Oribe.

## Derecho ambiental y actividad académica
Especialista en derecho ambiental y ordenamiento territorial, ha sido profesor de dicha materia, así como coordinador del área docente de Derecho y Política Ambiental en la Universidad Católica del Uruguay (UCUDAL); profesor de Derecho Ambiental y del Ordenamiento Territorial en el Centro Latinoamericano de Economía Humana (CLAEH) y de la Maestría de Ordenamiento Territorial en la Facultad de Arquitectura, Diseño y Urbanismo de la Universidad de la República. Fue profesor adscripto de Ciencia Política en la UDELAR. También profesor visitante en la Universidad Nacional del Litoral de Santa Fe, Argentina.
Ha integrado el Panel de Expertos en Derecho Ambiental de la Corte Permanente de Conciliación y Arbitraje de La Haya, la Comisión de Derecho Ambiental de la Unión Internacional para la Conservación de la Naturaleza (UICN) y se ha desempeñado como Director Ejecutivo de la Oficina Uruguay del Instituto de Derecho y Economía Ambiental (IDEA), y como miembro activo de la Plataforma Climática Latinoamericana desde su creación en 2008.
Es autor de numerosas obras jurídicas sobre los temas de su especialidad.

## Actividad profesional
Ha ejercido su profesión como abogado en forma privada. 
Fue asesor legal de la Cámara del Transporte del Uruguay de la Asociación Nacional de Empresas de Transporte Carretero por Autobús (Anetra) y de Compañía de Ómnibus de Pando S.A. (Copsa),desempeñándose asimismo como asesor de distintas empresas inmobiliarias e instituciones bancarias.
Integró la Comisión de Juristas de apoyo al referéndum contra la ley de Caducidad de la Pretensión Punitiva del Estado.
En el ámbito público, ha sido asesor en materia de derecho ambiental y de ordenamiento territorial de las intendencias de Colonia y Río Negro,  así como del Congreso de Intendentes.
En octubre de 1995 fue nombrado integrante de la Comisión para la realización de los estudios para las obras del puente Buenos Aires-Colonia,cargo al que renunció en abril de 1997.
También se desempeñó como asesor técnico del Directorio de la Administración de las Obras Sanitarias del Estado (OSE),y como Gerente Jurídico y Normativo y Secretario del Directorio de la Administración del Mercado Eléctrico entre 2003 y 2005.
Fue asimismo Presidente del Comité Intergubernamental de la Hidrovía Paraguay-Paraná, y Rappoteur General de Habitat II en la Cumbre Mundial de las Ciudades (Estambul, 1996).
En el ámbito regional fue consultor contratado por ALADI del gobierno de Bolivia en la Ley General de Transporte en 1997-1998 y participó del Programa de desarrollo de la región centro-oeste sudamericana.